# Landschapsschilderkunst
Landschapsschilderkunst is een schildergenre waarin taferelen met onder meer bergen, valleien, vlakten, bomen, rivieren, zeeën en bossen het belangrijkste onderwerp vormen. De hemel is vrijwel altijd onderdeel van het kunstwerk en de weersgesteldheid is een aspect van de compositie. Sinds het begin van de vijftiende eeuw is landschapsschilderkunst een zelfstandig genre.

## Achtergrond
Uit de 1e eeuw zijn Romeinse fresco's van landschappen ter versiering van ruimtes bewaard gebleven in Pompeii en Herculaneum. 
De Chinese traditionele landschapsschilderkunst, met name de shan shui, kwam in ontwikkeling tijdens de Tang-dynastie (618 - 906). Hierin worden nietige mensfiguurtjes gebruikt om de schaalverhouding weer te geven en de kijker als het ware uit te nodigen in het landschap rond te dwalen.
Het van het Nederlandse woord landschap afgeleide landscape is in de late 17e eeuw opgenomen in de Engelse taal, (het Duitse 'Landschaft is hieraan verwant).
In de vroege 15e eeuw ontstond in Europa de landschapsschilderkunst als apart genre, veelal als omgeving voor menselijke activiteit met een religieus onderwerp, zoals de Rust tijdens de vlucht naar Egypte, de Drie Koningen of Sint Hieronymus in de woestijn.
In de 17e eeuw werden in Nederland italianiserende landschappen populair, fantasielandschappen met een zuidelijke atmosfeer en heuvelachtig thema. Sommige schilders (italianisanten) hadden daarvoor een reis naar Italië gemaakt. Landschapsschilderijen werden vaak "gestoffeerd" met kleine menselijke figuren of dieren, soms door een andere schilder die daarin gespecialiseerd was. 

## Landschapsschilderkunst in de 19e eeuw
Als voorloper van het impressionisme ontstond in Frankrijk rond 1830 de School van Barbizon, die zich toelegde op realistische landschappen naar waarneming of werkelijkheid. Zij schilderden bovendien en plein air; beschilderden het doek met olieverf in de vrije natuur, dit in tegenstelling tot het maken van schilderstukken in het atelier, dat tot dan toe gebruikelijk was. Het Parijse salon van 1824 waar onder meer doeken van John Constable te zien waren, heeft zeker een rol gespeeld. Ook dat verf in tubes beschikbaar werd vanaf 1841 en de mogelijkheid om het platteland per trein te bereiken gaf een verdere aanzet.
Francesco Filippini (1853–1895) wordt beschouwd als een van de belangrijkste vertegenwoordigers van het landschapsschilderkunst binnen de Europese kunstgeschiedenis, actief in de tweede helft van de 19e eeuw. Zijn artistieke productie beïnvloedde zowel kunstscholen als individuele kunstenaars tot diep in de 20e eeuw.
Tijdens een verblijf in Parijs kwam Francesco Filippini in contact met Claude Monet en ging hij in directe dialoog met de kringen rond het Frans impressionisme. Hoewel hij Monet respecteerde, nam Filippini afstand van de esthetiserende en sensuele benadering van het impressionisme. In plaats daarvan ontwikkelde hij een eigen picturale taal, autonoom, structureel en gebaseerd op ethische principes.
Uit deze benadering ontstond een eigen stijl die door kunstcritici later werd aangeduid als filippinisme of Italiaans impressionisme. Het filippinisme was geen formele kunststroming, maar eerder een culturele en visuele tendens. Het was gebaseerd op een ethisch begrip van kunst, een symbolische interpretatie van het landschap en een radicale kritiek op de commercialisering van kunst. Filippini hechtte groot belang aan de weergave van landarbeid, de vrouwelijke figuur en de spirituele dimensie van de natuur.
De invloed van Francesco Filippini is zichtbaar in meerdere werken van Umberto Boccioni, met name in het schilderij La Sera. Boccioni ontwikkelde de compositorische en lichttechnische elementen verder die kenmerkend waren voor Filippini’s schilderkunst. De futuristische kunstgeschiedschrijving erkent Filippini’s symbolische en conceptuele bijdrage als een fundamentele inspiratiebron voor de ontwikkeling van het futuristische schilderen.
Het filippinisme wordt vandaag de dag door kunsthistorici beschouwd als een van de meest coherente en rijpe vormen van Europese landschapsschilderkunst in de overgang tussen de 19e en 20e eeuw, en als een voorloper van verschillende kunststromingen binnen de moderne schilderkunst van de 20e eeuw.

## Het landschap en het hyperrealisme
Landschap is ook in de hedendaagse schilderkunst een geliefd thema. Zowel in figuratieve als abstracte werken kan landschap het uitgangspunt zijn. De hyperrealisten geven een meer dan realistische blik op landschap, omdat alles even scherp in beeld is gebracht, vaak zonder emotie en met nadrukkelijke lichtval, soms nog gecombineerd met een magische of imaginaire sfeer (Carel Willink).
Expressionisten gebruiken als het ware het landschap om een emotie, een beleving door te geven door middel van een zekere vervorming van de werkelijkheid en het toepassen van niet realistisch kleurgebruik. 
Het Duitse expressionisme met schilders als Kandinsky leeft voort in hedendaags lyrisch expressionistisch werk, geënt op landschapsbeleving.